# Daniela Krukower
Daniela Yael Krukower (ur. 6 stycznia 1975) – izraelska, a od 1999 roku argentyńska judoczka. Trzykrotna olimpijka. Zajęła piąte miejsce w Atenach 2004 i dziewiąte w Sydney 2000 i Pekinie 2008. Walczyła w wadze półśredniej i średniej.
Mistrzyni świata w 2003; uczestniczka zawodów w 1997, 2005 i 2007. Startowała w Pucharze Świata w latach 1995, 1996, 1998–2000, 2003–2006 i 2008. Brązowa medalistka igrzysk panamerykańskich w 2003 i 2007. Pierwsza na igrzyskach Ameryki Południowej w 2006 i druga w 2002. Zdobyła osiem medali mistrzostw panamerykańskich w latach 1999 – 2009. Dwukrotna medalistka mistrzostw Ameryki Południowej. Wicemistrzyni olimpiady Machabejskiej w 1997 roku.

## Letnie Igrzyska Olimpijskie 2008
| Konkurencja | Eliminacje               | Eliminacje        | Repasaże                       | Klas. końcowa |
| Konkurencja | Przeciwnik I             | Przeciwnik II     | Przeciwnik I                   | Miejsce       |
| ----------- | ------------------------ | ----------------- | ------------------------------ | ------------- |
| 63 kg       | Catherine Arlove (AUS) Z | Won Ok-im (PRK) P | Elisabeth Willeboordse (NED) P | 9.            |

## Letnie Igrzyska Olimpijskie 2004
| Konkurencja | Eliminacje          | Eliminacje            | Eliminacje             | Finały                   | Klas. końcowa |
| Konkurencja | Przeciwnik I        | 1/4                   | 1/2                    | o 3. miejsce             | Miejsce       |
| ----------- | ------------------- | --------------------- | ---------------------- | ------------------------ | ------------- |
| 63 kg       | Lee Bok-hee (KOR) Z | Lucie Décosse (FRA) Z | Ayumi Tanimoto (JPN) P | Driulis González (CUB) P | 5.            |

## Letnie Igrzyska Olimpijskie 2000
| Konkurencja | Eliminacje                | Eliminacje         | Repasaże            | Klas. końcowa |
| Konkurencja | Przeciwnik I              | Przeciwnik II      | Przeciwnik I        | Miejsce       |
| ----------- | ------------------------- | ------------------ | ------------------- | ------------- |
| 70 kg       | Mariama Sonah Bah (GUI) Z | Kate Howey (GBR) P | Edith Bosch (NED) P | 9.            |